# Maylandia heteropicta
Maylandia heteropicta är en fiskart som först beskrevs av Staeck, 1980.  Maylandia heteropicta ingår i släktet Maylandia och familjen Cichlidae. IUCN kategoriserar arten globalt som sårbar. Inga underarter finns listade i Catalogue of Life.